# 上野天理線

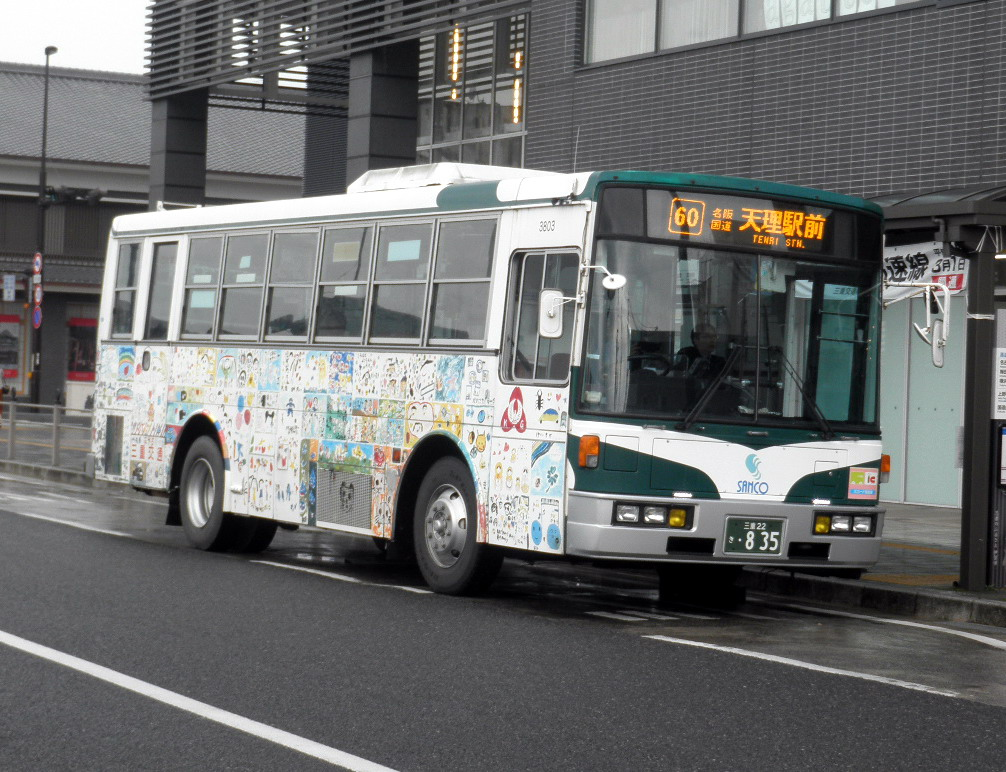
上野市駅前で発車を待つ上野天理線のバス（2016年9月。当時は上野市駅 - 天理駅前間を運行）

上野天理線（うえのてんりせん）とは、三重県伊賀市の上野市駅から名阪国道などを経由し、奈良県天理市の天理駅前に至っていた乗合バス路線である。
2023年（令和5年）4月1日のダイヤ改正後は上野市駅から奈良県山辺郡山添村までの運行となり、路線図では上野山添線（うえのやまぞえせん）と案内していたが、2024年（令和6年）4月1日のダイヤ改正で路線そのものが廃止となった。

## 歴史
この路線は、かつて三重交通が津市の米津・三重会館・津駅から、伊勢自動車道を走行し関バスセンターに停車した後、名阪国道および国道25号旧道経由で上野産業会館（上野市駅前）を経て、天理駅前まで直通する「津・天理特急バス」として運行していた。当時の国鉄の時刻表などには「はくほう」（白鳳）の愛称付きで掲載されていた。これが分割されて津側が廃止となり、天理方面だけが残ったものである。
なお、2006年（平成18年）9月30日までは奈良交通も 上野 - 天理間の路線バスを2往復運行していたが、路線再編により廃止され三重交通の単独路線となった。
過去には、三重交通は近畿日本鉄道（現・近鉄バス）や奈良交通との共同運行で、大阪市内 - 上野産業会館までの路線を運行していたこともある。この路線が廃止となったのち、2005年（平成17年）4月1日から三重交通（2006年（平成18年）8月10日から2014年（平成26年）3月1日は近鉄バスも参入）が伊賀と大阪（東梅田駅・新大阪駅）を結ぶ高速バス路線・忍者ライナーを開設したが、同線は2022年（令和4年）3月1日付で休止路線となった。
さらに2007年（平成19年）4月25日から、奈良交通と名鉄バスが奈良 - 名古屋間の高速バス路線を開設した（ただし伊賀市内での乗降扱いはない）。
2012年（平成24年）4月1日より、三重交通便は土曜・休日1往復（天理駅前発着）を除き、国道山添止まりとなった。2013年（平成25年）3月に上野産業会館の停留所を移転、同年4月からは上野産業会館の停留所名を「上野市駅」に変更した。
天理駅前への運行は2016年（平成28年）10月1日をもって廃止となり、最長運行路線の終点は針インターとなった。なお、針インターへ運行する便は山辺高校山添分校の登校日（※平日のみ運行）に限られた。その後、2023年（令和5年）4月1日のダイヤ改正で国道山添 - 針インター間の運行が廃止され、全便が国道山添までの運行となり、路線図の案内は「上野山添線」に改称された。当路線は2024年（令和6年）4月1日のダイヤ改正で路線そのものが廃止となったが、廃止代替バスとして同日から山添村村民バス（※土曜・日曜・祝日と年末年始は運休）の運行を開始したが、経路および運行区間は多少異なる。

## 停留所一覧

### 三重交通
- 上野市駅 - 銀座2丁目 - 銀座4丁目 - 恵美須町 - 桑町 - 桑町南口 - 国道大内 - 国道七本木 - 国道白樫 - 治田インター - 治田東口 - 治田 - F治田公民館 - 治田西口 - F向山橋 - 五月橋 - 遅瀬口 - 波多野神社前 - F診療所前 - 中峯山 - 広代 - 春日学園前 - F春日農協前 - 春日 - 大西 - 国道山添（ - 国道神野口 - 国道切幡 - 国道小倉 - 針インター - 国道針 - 国道福住 - 国道五ヶ谷 - 国道岩屋 - 国道櫟本 - 別所 - 天理北大路 - 天理中大路 - 天理駅前）

備考
※（）内は廃止区間。
系統番号：60
運行本数：上野市駅 - 国道山添間、平日に5往復のみ運行（※2023年12月現在）。
運行事業者：三重交通伊賀営業所

### 奈良交通
- 上野 - 桑町 - 国道大内 - 国道七本木 - 国道白樫 - 国道治田 - 国道五月橋 - 国道山添 - 国道神野口 - 国道切幡 - 国道小倉 - 針インター - 国道針 - 国道一本松 - 国道福住 - 国道五ヶ谷 - 国道岩屋 - 国道櫟本 - 別所 - 天理中大路 - 天理駅前

備考
※「天理上野線」として運行した。同路線は廃止路線であるが、関連路線となるため掲載した。なお、太字の停留所は奈良交通が運行する便のみ停車していた。
系統番号：16

運行事業者：奈良交通奈良営業所

## 所要時間
各事業者の所要時間は下記のとおり。なお、ここでは上野市駅方面を起点としたものを記載する。

### 路線廃止時
| 起点     | 終点     | 三重交通 |
| -------- | -------- | -------- |
| 上野市駅 | 国道山添 | 28分     |

※路線廃止時の所要時間は2023年10月1日改正時点のものを記載した。

### 天理方面運行当時
| 起点       | 終点       | 三重交通 | 奈良交通 |
| ---------- | ---------- | -------- | -------- |
| 上野市駅   | 針インター | 44分     | 42分     |
| 上野市駅   | 天理駅前   | 73分     | 76分     |
| 針インター | 天理駅前   | 29分     | 34分     |

※三重交通は名阪国道を時速60 kmで走行するダイヤ、奈良交通は名阪国道を時速55 kmで走行するダイヤであったため、所要時間は若干異なる。

## 運行経路
- 三重交通
伊賀市 - （上野東IC） - 名阪国道 - （治田IC） - 国道25号旧道 - （山添IC）＝山添村 - 名阪国道 - 奈良市 - （天理市）

## 特徴
- 過去の運行形態は高速バスに近かったが、高速道路ではなく一般国道自動車専用道路である名阪国道を走行するため、一般の路線バス扱いとなっている。なお、三重交通が運行する便は2005年4月以降、治田 - 山添間を名阪国道経由から旧道経由に変更した。
- 奈良交通は天理市指柳町にあった天理営業所が担当していたが、同営業所が廃止された1998年から奈良営業所へ移管されていた。
- 旧・上野産業会館停留所は、奈良交通便ではただ単に「上野」という名称になっていた。なお、奈良交通はかつて名阪国道経由とは別に京都府の山田川駅から月ヶ瀬口を経て上野まで国道163号経由の路線も運行していた。この路線は奈良電気鉄道が開設し、京都近鉄観光バス、近畿日本鉄道を経て1973年から1995年の廃止まで奈良交通（奈良営業所→1991年から平城営業所）の路線であった。
- 奈良交通では当路線撤退後も、天理駅前から国道山添（17系統）・針インター（18系統）・山辺高校（21系統）まで名阪国道経由の路線バスを運行してたが、2014年10月1日に路線再編され、17系統が廃止になり、国道山添へは針インターで連絡する、針インター - 山辺高校 - 国道山添間（38系統）または針インター - 国道山添間（39系統）に乗り換えなければならなくなった（本数わずか）。これら3箇所へは、かつて奈良市内からも直通していた。また、国道山添・針インターでは奈良名古屋線も停車する（2007年4月25日より名鉄バスと共同で運行開始。ただし奈良県内のみの利用は不可のため、名古屋方面への利用しかできない）。なお、奈良交通は路線が再編されたものの、針インターで乗り換えることで、18系統 - 38または39系統（天理駅 - 針インター乗り換え - 国道山添間）のうち2本は、国道山添で三重交通60系統（国道山添 - 上野市駅間）との乗り換えを考慮したダイヤとなっている。ただし、針インター - 国道山添間は、平日のみの運行となり、土曜・休日は三重交通の60系統が直通する1本のみとなってしまった。
- エンジンやトランスミッションの性能が比較的低い一般路線バス車両で運行している関係上、登坂中のオーバーレブによるエンジンブローや追突事故を防止するため、登坂車線のある区間は必ず同車線を走行する。

## 車両
- 三重交通の車両は、車椅子対応車両のいすゞの中型ワンステップバス「エルガミオ」である。2005年11月頃までは日野自動車の「リエッセ」が使用されていた。それよりも前は名古屋上野高速バスと共通のA特急車（高速車）が使用されていたが、2005年4月に一部区間を旧道経由に変更したため リエッセに置き換えられた。
- 奈良交通の車両は、かつては観光タイプの車両が多かったが、末期にはいすゞLTなどの一般路線車であった。
- 三重交通は2回程いすゞの大型ワンステップバス「エルガ」を一時使用したことがある。2回目は治田インター付近でのエルガミオの事故により、その代車として使用された。2回目の一時使用終了以降、同路線でのエルガの走行は2013年頃までは見られなかったが、名阪国道の制限速度が70 km/hに緩和されたことに伴い、立席乗車が認められなくなったため、2015年11月現在はエルガの高出力長尺車（LKG-LV234N3/QPG-LV234N3）やキュービックLVの高出力車（KC-LV280/380系）が使用されている。
- 2007年6月26日は車検の関係でかつて使用していたA特急車（高速車）を一度だけ使用した。その時は治田 - 山添間において名阪国道は経由せず、既定どおりの旧道経由で運行された[要検証 – ノート]。

## その他
- 2015年4月1日に運行系統を一部変更したが、伊賀市内と山添村内の一部区間でバス車内の運賃表示を低めに表示するエラーが発生した[8]。その後、同年5月1日に運賃誤表示に関するお詫びを公表し、（バス車内にある）運賃表示の修正を終えたことを併せて公表している[8]。